# Colibrí inca de ventre violaci
El colibrí inca de ventre violaci (Coeligena helianthea) és una espècie d'ocell de la família dels troquílids (Trochilidae) que habita el nord-est de Colòmbia i l'oest de Veneçuela.